# Rallye des Routes du Nord
Le Rallye des Routes du Nord est une épreuve de rallye automobile disputée dans le Nord de la France dans les années 1950 et 1960. Disparue en 1971, elle a été relancée sous une nouvelle forme à Armentières (Nord) en 2004, et marque le début de la saison automobile nordiste.

## Histoire
Le rallye des Routes du Nord a eu lieu à 18 reprises entre 1951 et 1971. La première édition, qui portait le nom de rallye du Textile, a été organisée en mai 1951, dans le cadre de l’Exposition textile internationale qui avait lieu à la Foire Commerciale de Lille. C’est dans l’enceinte de la Foire de Lille qu’eurent lieu le départ et l’arrivée de l’épreuve pendant 20 ans.
Le rallye des Routes du Nord était organisé par l’Automobile Club du Nord de la France, club puissant qui compta à l’époque jusqu’à 100 000 membres. Le rallye était alors une épreuve d’endurance et de régularité où s’affrontaient des amateurs aisés, plutôt que de véritables pilotes de course. Au programme de la première édition : pas d’épreuve spéciale chronométrée, mais un parcours de 640 km à parcourir à 60 km/h de moyenne, et pour départager les éventuels ex-aequos, une épreuve de démarrage-freinage sur 100 m sur le parking de la Foire.
Les années suivantes, les concurrents devaient parcourir 1 000 km en moins de 24 heures, quasiment sans interruption. Le parcours, qui se déroulait en grande partie de nuit, les menait de Lille à Fourmies, Charleville-Mézières, Bapaume, Boulogne/Mer, Calais et Cassel. La course de côte du Cran d’Escalles (900 m de long), au cap Blanc-Nez, était la seule épreuve de vitesse du rallye. Un système de points et de handicaps, en fonction de la cylindrée, permettait d’avantager les petites autos par rapport aux modèles plus puissants. C’est ainsi qu’en 1953, une 4 CV Renault put devancer une Porsche et remporter le rallye.
À partir de 1956, les Routes du Nord firent un large détour par Reims pour disputer une course en peloton sur le circuit de Gueux. Cette épreuve de vitesse sur piste d’environ 100 km permit aux autos plus puissantes de faire la différence. Le circuit de Reims-Gueux était toujours au programme de la dernière édition en 1971.
Dans les années 1960, le rallye prit peu à peu le visage des compétitions actuelles, les spéciales chronométrées sur routes fermées se firent plus nombreuses. Certaines d’entre elles, créées pour le rallye des Routes du Nord, existent toujours et des tronçons sont parcourus lors d’autres épreuves du Nord de la France : Sercus (rallye de la Lys), Steenwerck (rallye des Flandres), Rainsars (rallye Charlemagne).
À partir de 1961, les amateurs aisés laissèrent la place aux ténors du championnat de France et les grands noms du sport automobile se sont succédé au palmarès. Le Parisien Bernard Consten (vainqueur de sa catégorie en 1958, 1961, 1962 et 1966) et le Poitevin Robert Buchet (1er en 1956, 1962 et 1966) étaient des habitués des Routes du Nord, mais en feuilletant les listes des concurrents de l’époque, on retrouve beaucoup de noms connus : Gilbert et Thierry Sabine, Jo Schlesser, Guy Ligier, René Trautmann, Paul Coltelloni, Guy Verrier, Jean Todt, Gilbert Staepelaere, Henri Greder, Gérard Larrousse, Jean-Claude Andruet (vainqueur en 1970), Bernard Fiorentino (vainqueur en 1971), Jean Vinatier (vainqueur en 1969), Guy Chasseuil, Claude Ballot-Léna, Bernard Darniche, Jean-Luc Thérier, Marie-Claude Beaumont, Jean Ragnotti, Jean-Claude Vaucard.
Inscrit au championnat de France à partir de 1956, le rallye des Routes du Nord est entré dans la légende du sport automobile français après une édition mémorable en 1969. Bloqués par une tempête de neige en pleine nuit du côté d’Arras, la plupart des concurrents durent abandonner. Seulement 12 voitures sur 65 réussirent à rejoindre l’arrivée à Lille. Jean Vinatier (Alpine A110) s’imposa malgré 39 minutes de pénalités. En 1958 (neige dans les Flandres) et en 1963 (verglas et brouillard dans le Boulonnais), la météo avait déjà joué des tours aux organisateurs.
En remportant les éditions organisées en 2004 et 2005 à Armentières (Nord), le pilote nordiste José Barbara a fait le lien avec les Routes du Nord ancienne formule : en 1971, il s’y était illustré en gagnant le groupe 1 avec une Ford Capri. Chez les Barbara, le rallye est une affaire de famille. Son père a participé à cette course à plusieurs reprises dans les années 1960.

## Palmarès

### Classement général
| Année     | Pl.                                                                         | Pilote / Copilote / Voiture                                                 | Pl.                                                                         | Pilote / Copilote / Voiture                                                 | Pl.                                                                         | Pilote / Copilote / Voiture                                                 |
| --------- | --------------------------------------------------------------------------- | --------------------------------------------------------------------------- | --------------------------------------------------------------------------- | --------------------------------------------------------------------------- | --------------------------------------------------------------------------- | --------------------------------------------------------------------------- |
| 1951      | 1                                                                           | SOULARY Claude CAMPION Francis Citroën 15 Sixr                              | 2                                                                           | POLLET Jacques DELEBARRE P. Simca 8                                         | 3                                                                           | LAPCHIN Guy LAPCHIN Lucie Panhard Dyna                                      |
| 1952      | 1                                                                           | LAPCHIN Guy LAPCHIN Lucie Renault 4 CV 1063                                 | 2                                                                           | MEIGNEN Raymond Panhard                                                     | 3                                                                           | BLANCHET Jacques Panhard                                                    |
| 1953      | 1                                                                           | MONNIER Michel DESOUBRY M. Renault 4 CV 1063                                | 2                                                                           | GONZAGUE Olivier DUBLY Bernard Porsche 356 1500                             | 3                                                                           | DE SIMENCOURT Pierre RIQUIER C. D.B. Panhard                                |
| 1954      | 1                                                                           | GONZAGUE Olivier THIRION Gilberte Porsche 356 1500                          | 2                                                                           | FAURE René-Philippe LOUDIG H. D.B. Panhard                                  | 3                                                                           | CASTELAIN Raymond ROS Pierre Alfa Romeo                                     |
| 1955      | 1                                                                           | PARSY Michel PARSY Jean Jaguar XK140                                        | 2                                                                           | CASTELAIN Raymond ROS Pierre Alfa Romeo                                     | 3                                                                           | CORNET Louis LECUYER Julien D.B. Panhard                                    |
| 1956      | 1                                                                           | BUCHET Robert STOREZ Claude Porsche 356                                     | 2                                                                           | MONNERET A-Pierre HONORE Paul Mercedes-Benz                                 | 3                                                                           | SCHLIGLER Fernand FRANTZ Jacques Peugeot 403                                |
| 1957      | Épreuve annulée à cause de la crise de Suez                                 | Épreuve annulée à cause de la crise de Suez                                 | Épreuve annulée à cause de la crise de Suez                                 | Épreuve annulée à cause de la crise de Suez                                 | Épreuve annulée à cause de la crise de Suez                                 | Épreuve annulée à cause de la crise de Suez                                 |
| 1958      | 1                                                                           | CONSTEN Bernard HEBERT Jean Panhard Dyna ZI                                 | 2                                                                           | MOTTE Stanislas BUYSSENS Jean-Marie Renault Dauphine                        | 3                                                                           | MARANG Henri 'Ido' LESIEUR J. Citroën                                       |
| 1959      | 1                                                                           | QUILICO Raymond MICHOT Raphaël DKW                                          | 2                                                                           | BOUCQUEY J. VAN DE CASTEELE Lucien Peugeot 203                              | 3                                                                           | DESSE Maurice MAIRESSE Willy Peugeot 403                                    |
| 1960      | Épreuve annulée à cause du changement de réglementation des rallyes         | Épreuve annulée à cause du changement de réglementation des rallyes         | Épreuve annulée à cause du changement de réglementation des rallyes         | Épreuve annulée à cause du changement de réglementation des rallyes         | Épreuve annulée à cause du changement de réglementation des rallyes         | Épreuve annulée à cause du changement de réglementation des rallyes         |
| 1961      | Épreuve en tourisme                                                         | CONSTEN Bernard RENEL Jack Jaguar MK2                                       | Épreuve en GT3                                                              | SCHLESSER Jo MALLE Jean-François Lotus Elite                                |                                                                             |                                                                             |
| 1962      | Épreuve en tourisme                                                         | CONSTEN Bernard RENEL Jack Jaguar MK2                                       | Épreuve en GT3                                                              | BUCHET Robert MOTTE Stanislas Porsche 356 Carrera                           |                                                                             |                                                                             |
| 1963      | Épreuve en tourisme                                                         | TRAUTMANN René BOUCHET Claudine Citroën DS 19                               | Épreuve en GT3                                                              | BIANCHI Lucien ICKX Pascal Citroën DS 19                                    |                                                                             |                                                                             |
| 1964      | Épreuve en tourisme                                                         | GREDER Henri DELALANDE Marcial Ford Falcon                                  | Épreuve en GT3                                                              | LE GUEZEC Claude FRANC Jacques Aston Martin DB4 GT                          |                                                                             |                                                                             |
| 1965      | Épreuve en tourisme                                                         | GREDER Henri DELALANDE Marcial Ford Falcon                                  | Épreuve en GT3                                                              | MEERT Eddy Porsche 904 Carrera GTS                                          |                                                                             |                                                                             |
| 1966      | Groupe 1                                                                    | GREDER Henri STAEPELAERE Gilbert Ford Falcon                                | Groupe 2/5                                                                  | CONSTEN Bernard PICHON Bernard Alfa Romeo GTA                               | Groupe 3/4                                                                  | BUCHET Robert FERRAND Jacques Porsche 904 Carrera GTS                       |
| 1967      | 1                                                                           | GABAN Jean-Pierre PEDRO Porsche 904 Carrera GTS                             | 2                                                                           | BUCHET Robert MOTTE Stanislas Porsche 906 Carrera 6                         | 3                                                                           | CONSTEN Bernard PICHON Bernard Alfa Romeo GTA                               |
| 1968      | Épreuve annulée pour cause de conflit entre les automobile-clubs et la FFSA | Épreuve annulée pour cause de conflit entre les automobile-clubs et la FFSA | Épreuve annulée pour cause de conflit entre les automobile-clubs et la FFSA | Épreuve annulée pour cause de conflit entre les automobile-clubs et la FFSA | Épreuve annulée pour cause de conflit entre les automobile-clubs et la FFSA | Épreuve annulée pour cause de conflit entre les automobile-clubs et la FFSA |
| 1969      | 1                                                                           | VINATIER Jean CALLEWAERT Marcel Alpine-Renault A110 1440                    | 2                                                                           | HENRY Jacques STALDER Fred Alpine-Renault A110 1440                         | 3                                                                           | BUCHET Robert BUGE André Porsche 911 S                                      |
| 1970      | 1                                                                           | ANDRUET Jean-Claude BERNARD Sylvain Alpine-Renault A110 1600                | 2                                                                           | THÉRIER Jean-Luc COOLEN Michel Alpine-Renault A110 1300                     | 3                                                                           | LAURENT Serge DELAHAY Jacques Alpine-Renault A110 1440                      |
| 1971      | 1                                                                           | FIORENTINO Bernard GÉLIN Maurice Simca CG MC 2200 Coupé                     | 2                                                                           | LEPOUTRE Damien DUFOSSÉ Dominique Alpine-Renault A110 1600                  | 3                                                                           | HAXHE Jean-Louis DELFERIER Christian DAF 55                                 |
| 1972 2003 | Arrêt de l'Épreuve                                                          | Arrêt de l'Épreuve                                                          | Arrêt de l'Épreuve                                                          | Arrêt de l'Épreuve                                                          | Arrêt de l'Épreuve                                                          | Arrêt de l'Épreuve                                                          |
| 2004      | 1                                                                           | BARBARA José BARBARA Chantal Subaru Impreza STi N8                          | 2                                                                           | TANGHE Claudie SQUEDIN Denis BMW M3 E30                                     | 3                                                                           | DEBACKERE Melissa VAN DE WALLE Vicky Toyota Celica Turbo 4WD                |
| 2005      | 1                                                                           | BARBARA José BARBARA Chantal Subaru Impreza S5 WRC '98                      | 2                                                                           | TANGHE Claudie GEERLANDT François BMW M3 E30                                | 3                                                                           | BAILLEUL Philippe MAHIEUX Jean-François Mitsubishi Lancer Evo VI            |
| 2006      | 1                                                                           | KNAPICK Hervé LE LANN Steven Subaru Impreza S7 WRC '01                      | 2                                                                           | BARBARA José BARBARA Chantal Subaru Impreza S4 WRC '98                      | 3                                                                           | TANGHE Claudie SQUEDIN Denis BMW M3                                         |
| 2007      | 1                                                                           | KNAPICK Hervé MORA David Subaru Impreza S7 WRC '01                          | 2                                                                           | TANGHE Claudie SQUEDIN Denis Toyota Celica Turbo 4WD (ST185)                | 3                                                                           | BARBARA José BARBARA Chantal Subaru Impreza S4 WRC '98                      |
| 2008      | 1                                                                           | TANGHE Claudie SQUEDIN Denis Toyota Celica Turbo 4WD (ST185)                | 2                                                                           | BARBARA José BARBARA Chantal Subaru Impreza S9 WRC '03                      | 3                                                                           | HONVAULT Bertrabd HONVAULT Adrien Toyota Celica Turbo 4WD                   |
| 2009      | 1                                                                           | DEBACKERE Melissa BRISSARD Bruno Toyota Corolla WRC                         | 2                                                                           | MUNSTER Bernard DEJONGHE Kristof Škoda Octavia WRC                          | 3                                                                           | LING Sebastian REES Aled Mitsubishi Lancer Evo IX                           |
| 2010      | 1                                                                           | TANGHE Claudie SQUEDIN Denis Toyota Celica GT-Four (ST205)                  | 2                                                                           | CHRISTIANN Vincent BUISINE Marine Toyota Corolla WRC                        | 3                                                                           | BARBARA José BARBARA Chantal Subaru Impreza S9 WRC '03                      |
| 2011      | 1                                                                           | BAYARD Laurent BRIGAUDEAU Loïc Toyota Celica GT-Four (ST205)                | 2                                                                           | TLUSŤÁK Antonín ŠKALOUD Jan Škoda Fabia S2000                               | 3                                                                           | CHAMBON Frédéric JOTHY Hervé Porsche 993 Turbo                              |
| 2012      | 1                                                                           | LIETAER Paul PATTYN Diederik Subaru Impreza S6 WRC '00                      | 2                                                                           | MORTIER Anthony FORGEZ Martin Subaru Impreza 555                            | 3                                                                           | VANSON Johan BRULÉ Antoine Mitsubishi Lancer Evo VI                         |
| 2013      | 1                                                                           | BAYARD Laurent BRIGAUDEAU Loïc Toyota Corolla WRC                           | 2                                                                           | MACÉ Vivien FALVO Richard Subaru Impreza STi N12B                           | 3                                                                           | FOUTERET Sylvain CHENET Laurent Renault Clio R3                             |
| 2014      | 1                                                                           | BAYARD Laurent GALAND Franck Toyota Corolla WRC                             | 2                                                                           | MAES Bart WERNER Frank Škoda Octavia WRC                                    | 3                                                                           | MORTIER Anthony FORGEZ Martin Subaru Impreza 555                            |
| 2015      | 1                                                                           | BAYARD Laurent GALAND Franck Toyota Corolla WRC                             | 2                                                                           | DERAEDT Sébastien BRISSARD Bruno Toyota Celica GT-Four (ST205)              | 3                                                                           | SAINT REQUIER Yves VARETZ Vincent Peugeot 207 S2000                         |
| 2016      | Pas de rallye cette année-là                                                | Pas de rallye cette année-là                                                | Pas de rallye cette année-là                                                | Pas de rallye cette année-là                                                | Pas de rallye cette année-là                                                | Pas de rallye cette année-là                                                |
| 2017      | 1                                                                           | BAYARD Laurent BRIGAUDEAU Loïc Toyota Corolla WRC                           | 2                                                                           | HEUNINCK Victorien GEERLANDT François Mitsubishi Lancer Evo IX              | 3                                                                           | DELPLACE Fredericq BRUNEEL Arne Škoda Octavia WRC Evo3                      |
| 2018      | 1                                                                           | WAGNER William MILLET Kévin Ford Fiesta R5                                  | 2                                                                           | BAYARD Laurent BRIGAUDEAU Loïc Toyota Corolla WRC                           | 3                                                                           | DELPLACE Fredericq BRUNEEL Arne Porsche 997 GT3 Cup 3.6                     |
| 2019      | 1                                                                           | WAGNER William MILLET Kévin Volkswagen Polo GTI R5                          | 2                                                                           | MAUFFREY Eric BRONNER Kévin Škoda Fabia R5                                  | 3                                                                           | BAYARD Laurent BRIGAUDEAU Loïc Toyota Corolla WRC                           |
| 2020      | 1                                                                           | BAYARD Laurent LEMAIRE Olivier Ford Fiesta R5                               | 2                                                                           | VAILLANT Benoît DOCHY Louise Citroën C3 R5                                  | 3                                                                           | DEBACKERE Melissa KRIEGER Marlon Škoda Fabia R5                             |
| 2021      | Pas de rallye cette année-là (cause Pandémie de Covid-19)                   | Pas de rallye cette année-là (cause Pandémie de Covid-19)                   | Pas de rallye cette année-là (cause Pandémie de Covid-19)                   | Pas de rallye cette année-là (cause Pandémie de Covid-19)                   | Pas de rallye cette année-là (cause Pandémie de Covid-19)                   | Pas de rallye cette année-là (cause Pandémie de Covid-19)                   |
| 2022      | 1                                                                           | BARBIER Ghislain VANBUTSEL Thomas Porsche 991 GT3 Cup                       | 2                                                                           | BAYARD Laurent BUYSSCHAERT Arnaud Škoda Fabia R5                            | 3                                                                           | SALAUN Samuel LEFEBVRE Yohan Citroën C3 Rally2                              |
| 2023      | 1                                                                           | ANCIAN Jérémi DI LULLO Michel Volkswagen Polo GTI R5                        | 2                                                                           | SALANON David LIBESSART Delphine Volkswagen Polo GTI R5                     | 3                                                                           | AMOURETTE Marc BRULÉ Antoine Citroën C3 Rally2                              |
| 2024      | 1                                                                           | RAGUES Pierre PESENTI Julien Škoda Fabia RS Rally2                          | 2                                                                           | VERSTAPPEN Jos JAMOUL Renaud Škoda Fabia RS Rally2                          | 3                                                                           | HODENIUS Roger BUYSMANS Škoda Fabia RS Rally2                               |
| 2025      | 1                                                                           | SYS Bjorn Ozeel Thijs Citroën C3 Rally2                                     | 2                                                                           | PRÉVALET Mickaël PRÉVALET Élodie Škoda Fabia R5                             | 3                                                                           | GAUTIER Arnaud DUBOS Edouard Renault Clio Rally3                            |

### Catégorie VHC (organisée à partir de 2004)
| Année | Pl.                                                       | Pilote / Copilote / Voiture                                   | Pl.                                                       | Pilote / Copilote / Voiture                               | Pl.                                                       | Pilote / Copilote / Voiture                                   |
| ----- | --------------------------------------------------------- | ------------------------------------------------------------- | --------------------------------------------------------- | --------------------------------------------------------- | --------------------------------------------------------- | ------------------------------------------------------------- |
| 2004  | 1                                                         | VANDOORNE Geert MESTDAG Willy Ford Escort RS 2000 MKI         | 2                                                         | DECANTER Marc DELMOTTE Catherine Alfa Romeo 2000 GTV      | 3                                                         | DHILLY Jean-Marc VERCAMER Daniel Alfa Romeo Giulia 1600 Super |
| 2005  | 1                                                         | STOUF Stefaan BLONDEEL Frank Ford Escort RS 1600 MKI          | 2                                                         | VANDOORNE Geert MESTDAG Willy Ford Escort RS 2000 MKI     | 3                                                         | FLAMENT Philippe RENAUX Didier Alpine-Renault A110 1600S      |
| 2006  | 1                                                         | VANWIJNSBERGHE Didier SOENENS Wim Ford Escort RS 1800 MKII    | 2                                                         | PERRARD Dominique GALLET Bernard Porsche 911 S 2.4        | 3                                                         | SMEETS Bert WYDOOGHE Jan Triumph TR7 V8                       |
| 2007  | 1                                                         | PERRARD Dominique GALLET Bernard Porsche 911 S 2.4            | 2                                                         | MOTTRIE Cesar VAN DER AUWERA Tom Opel Ascona A            | 3                                                         | DHILLY Jean-Marc PERROT Vincent Alfa Romeo Giulia 1600 Super  |
| 2008  | 1                                                         | CHAMBON Frédéric VANGRAEFSCHEPE Bernard Porsche 930 Turbo 3.3 | 2                                                         | VANKEMMEL Stephan VANDEMOORTELE Marc Opel Ascona A        | 3                                                         | PERRARD Dominique GALLET Bernard Porsche 911 S 2.4            |
| 2009  | 1                                                         | CHAMBON Frédéric VANGRAEFSCHEPE Bernard Porsche 911 S 2.4     | 2                                                         | PERRARD Dominique GALLET Bernard Porsche 911 S 2.4        | 3                                                         | VANKEMMEL Stephan VANDEMOORTELE Marc Opel Ascona A            |
| 2010  | 1                                                         | CHAMBON Frédéric VANGRAEFSCHEPE Bernard Porsche 930 Turbo 3.3 | 2                                                         | VANDOORNE Geert VANDAMME Filip Ford Escort RS 1600 MKI    | 3                                                         | GUILLEMIN François DECLERCK Kurt Opel Kadett GT/E             |
| 2011  | 1                                                         | VANDOORNE Geert VANDAMME Filip Ford Escort MK1                | 2                                                         | PONTHIEU Olivier LIBESSAER Delphine Renault 12 Gordini    | 3                                                         | BIECQ Serge DECHERF Michaël Talbot Sunbeam TI                 |
| 2012  | 1                                                         | GUILLEMIN François CHARLOT Patrick Opel Kadett GT/E           | 2                                                         | WYDOOGHE Jan DENYS Dieter Porsche 911 SC                  | 3                                                         | DUCROUX Jean-Pierre BALLOY Guillaume Porsche 911 SC           |
| 2013  | 1                                                         | DELPLACE Fredericq CALLENS Dominique Porsche 911 SC           | 2                                                         | TYTGAT Tom DEPOORTERE Bjorn Opel Manta Transeurope        | 3                                                         | DE KEYSER Wouter VANDOOLAEGHE Mathieu Porsche 911 SC          |
| 2014  | 1                                                         | PONTHIEU Olivier QUEVAL Philippe Renault 11 Turbo             | 2                                                         | HAMIAUX Bjorn VERVAEKE Anna Ford Escort RS 2000 MKII      | 3                                                         | GOTTRANT Jacques GOTTRANT Bernard Matra Murena                |
| 2015  | 1                                                         | DECLERCQ Piet DENYS Dieter Ford Escort RS 2000 MKI            | 2                                                         | LOPES Alain LOPES Pascal Porsche 911 SC                   | 3                                                         | PIETTE Philippe ROUSSEAUX Stéphane Opel Kadett GT/E           |
| 2016  | Pas de rallye cette année-là                              | Pas de rallye cette année-là                                  | Pas de rallye cette année-là                              | Pas de rallye cette année-là                              | Pas de rallye cette année-là                              | Pas de rallye cette année-là                                  |
| 2017  | 1                                                         | DE KEYSER Lode STROOBANT Guido Porsche 911 SC                 | 2                                                         | DEBAQUE Dimitry POIVRE Charlie Porsche 911 SC             | 3                                                         | BIECQ Serge MILLEVILLE Franck Opel Kadett GSI 16V             |
| 2018  | 1                                                         | DE KEYSER Lode WILLAERT Kris Porsche 911 SC                   | 2                                                         | MION Freddy MION Christine Peugeot 205 GTI 1.6            | 3                                                         | CAUWEL Eric BASTIEN Charles-Henri BMW 323i E21                |
| 2019  | 1                                                         | LIETAER Paul NOPPE Marc Opel Manta 400                        | 2                                                         | DE KEYSER Lode WILLAERT Kris Porsche 911 SC               | 3                                                         | DECLARCQ Piet DENYS Dieter Porsche 911 SC                     |
| 2020  | 1                                                         | LIETAER Paul VIENNE Bruno Opel Manta 400                      | 2                                                         | DE ROECK Jean-Louis BLATON Jean-Pierre BMW M3 E30         | 3                                                         | CHOQUET Arnaud MOPAR Mathieu Ford Escort RS 1800 MKII         |
| 2021  | Pas de rallye cette année-là (cause Pandémie de Covid-19) | Pas de rallye cette année-là (cause Pandémie de Covid-19)     | Pas de rallye cette année-là (cause Pandémie de Covid-19) | Pas de rallye cette année-là (cause Pandémie de Covid-19) | Pas de rallye cette année-là (cause Pandémie de Covid-19) | Pas de rallye cette année-là (cause Pandémie de Covid-19)     |
| 2022  | 1                                                         | BLANQUART Serge DAUTRICHE Michel Peugeot 205 GTI 1.9          | 2                                                         | SPILLEBEEN Patrick CASIER Geert BMW M3 E30                | 3                                                         | DEFFONTAINE Thierry HUPEZ Laurent BMW 325i E30                |
| 2023  | 1                                                         | MÉTIVIER Bernard GIANNUNA Cécilia Ford Escort RS 1600 MKI     | 2                                                         | DE KEYSER Lode WILLAERT Kris Porsche 911 SC               | 3                                                         | LACOUR Geert GOUWY Pieter Porsche 911 SC                      |
| 2024  | 1                                                         | LIETAER Paul KNOCKAERT Wouter Opel Ascona 400                 | 2                                                         | CHOQUET Arnaud GOURMELIN Quentin Ford Escort RS 1800 MKII | 3                                                         | DOENLEN Fabien BLANQUART Serge Peugeot 205 GTI 1.9            |

## Liste des engagés
- Engagés 2017: Moderne / VHC
- Engagés 2018: Moderne / VHC
- Engagés 2019: Moderne / VHC
- Engagés 2020: Moderne / VHC